# Bruno Oro
Bruno Oro i Pichot (Barcelona, 4 de junio de 1978) es un actor, imitador, humorista y cantante español, de madre española y padre con raíces napolitanas; familia de artistas del Ampurdán.

## Biografía
Nacido en Barcelona en 1978, de madre española y padre italiano, es nieto del pintor Ramón Pichot (Figueras, 1924-1996).
Estudió Arte Dramático en el Instituto del Teatro, donde se licenció en 1998 y posteriormente en el Rose Bruford College of Drama de Londres. Empezó su carrera profesional a principios de los años 2000. En esa misma época realizó sus primeras incursiones, con papeles secundarios, en la televisión—en series como Plats bruts o El comisario— y en el cine.
En el año 2000 se incorporó como imitador a Minoría absoluta, programa radiofónico de sátira política de la cadena catalana RAC1, con el que ganó el Premio Ondas en 2006. Posteriormente, con el resto del equipo, participó en las distintas adaptaciones televisivas del programa: primero en Las cerezas en TVE, posteriormente con Mire usté en Antena 3 y, finalmente, con Polònia y Crackòvia en TV3. El éxito de audiencia alcanzado por este espacio le dio a conocer entre el gran público, especialmente por sus imitaciones de políticos como Ángel Acebes, María Teresa Fernández de la Vega o Artur Mas, entre muchos otros. Con este espacio recibe un nuevo Premio Ondas, entre otros reconocimientos.
Al margen de su trabajo como imitador, siguió desarrollando su carrera como actor, casi siempre vinculado al mundo de la comedia. En cine, participa como secundario en películas como Chuecatown, de Juan Flahn, estrenada en 2007. En teatro, forma pareja artística con Clara Segura, con quien escribe y protagoniza las comedias Maca per favor, les postres y No et moguis, entre otros trabajos. Y en televisión, entre 2005 y 2006, forma parte del elenco de actores del serial El cor de la ciutat, emitido por la televisión autonómica catalana.
En enero de 2016 abandonó Polònia y Minoría absoluta para emprender nuevos proyectos en solitario. En TV3 estrenó el programa de sketches cómicos Vinagre, del que es director, guionista y coprotagonista, junto con la actriz Clara Segura. Al mismo tiempo, se convierte en colaborador del programa El matí de Catalunya Ràdio, con la sección semanal Petits remeis per a grans histèries.
A finales de 2008 debutó como cantante y compositor musical con el disco Napoli, cantado íntegramente en italiano.
En 2011 salió a la venta su segundo álbum Tempus fugit, con canciones tanto en italiano como en catalán y castellano entre las que hay una dedicada al jugador del Barça Lionel Messi. Su tercer disco, Viatge de l'home que esturnuda, se presentó en 2014. En 2016 ganó el Premio Zapping en la categoría de mejor actor. La noche de fin de año de 2017 fue presentada por él. En 2019 publicó su primera novela Tu busques amor i jo cobertura.
En 2023 protagonizó el espectáculo ¿Sí o no? en el Cine Bosque, en el barrio de Gracia. Su monólogo cómico, dirigido por Alejandro Levis, reivindica el arte de perderse frente a la exactitud que nos aporta Google Maps.
En 2024 recibe el Premio Zapping mejor comunicador en la red, por @bru_oro,  concedido por la Asociación de Consumidores de Medios Audiovisuales de Catalunya.

## Trabajos

### Teatro
- Romeo and Juliet, (1998)
- The Cherry Orchard, (1999)
- Dark of the Moon, (1999)
- El alcalde de Zalamea, actor (2000)
- Don Juan, actor (2002)
- Els ulls de l'etern Germà, actor (2002)
- Lo cor de l'home és una mar, actor (2002)
- Maca, per favor... els postres, autor y actor (2004)
- No et moguis, autor, y actor (2005)
- Arcàdia, actor (2007)
- Un roure, actor (2007)
- Dia de partit, actor (2008)
- La rosa tatuada (2014)
- Cobertura, escrita por Bruno Oro y Alejo Levis y dirigida por Clara Segura.

### Televisión
- Plats bruts (TV3, 1999)
- Majoria absoluta (TV3, 2002)
- El comisario (Telecinco, 2003)
- Operación Triunfo, preparador personal (TVE 1, 2003-2004)
- Minoría absoluta (8tv, 2004)
- Amb Manel Fuentes (TV3, 2004)
- Las cerezas (TVE 1, 2004)
- Mire usté (Antena 3, 2005)
- Polònia (TV3 2006-2008, 2008-2016)
- El cor de la ciutat (TV3, 2005-2007)
- Vinagre (TV3, 2008)
- Crackòvia (TV3, 2009-2016)
- La escobilla nacional (Antena 3, 2010)
- Hotel 13 estrellas, 12 uvas (La 1, 2012)
- La peluquería (La 1, 2017) como Jorge
- El Ministerio del Tiempo (La 1, 2017) como Tomás Bretón
- Hanna (Amazon Prime, 2019)
- La monja guerrera (episodio 9, Netflix)

### Radio
- Minòria absoluta, imitador (RAC1, 2000-2008)
- 39+1, actor de la radionovela (Catalunya Ràdio, 2007)
- El matí de Catalunya Ràdio, colaborador (Catalunya Ràdio, 2008-)

### Cine
- Defectos secundarios de Matilde Obradors (cortometraje, 2003)
- El tránsfuga de Jesús Font (2003)
- Chuecatown de Juan Flahn (2006)
- Sing for Darfur de Johan Kramer (2007)
- Little Ashes (2008)
- Los Lunnis y el libro mágico (2019)

### Discos
- Napoli, letra y voz (2008)
- Tempus Fugit, letra y voz (2011)
- Viatge de l'home que esternuda (2014)
- Mr. Dream (2017)

#### Napoli
1. Napoli
2. Gianni
3. Si, si, si
4. Calamari
5. Don Tano
6. Non mi piace.
7. Rocío
8. Sogno
9. Talla
10. Georgina
11. Francesco
12. Chi mi capirà.
13. Mamma
14. Fisgo i trasgo

#### Tempus Fugit
1. Messi
2. Descalza por París
3. New York
4. Geloso
5. Sr. silenci
6. Quina mandra
7. Cadaqués
8. Sono incanzzato
9. Buda s'ha enamorat
10. Risotto en fa menor
11. Narayama

### Novelas
- 2019: Tu busques amor i jo cobertura